# Slaget om Ceraje och Sllatinë
Slaget om Ceraje och Sllatinë var en strid mellan tre Albanska Ballister och Serbiska Chetniks ledda av Draža Mihailović år 1941 i dagens norra Kosovo. Bönderna var Kadri Bistrica och bröderna Rexhep och Rifat Dedina och serbernas ledare var Tomash Gjurovic, Mashan Gjuric, Zhika Markovic, och Vojsllav Llukacevic. Striden slutade med att chetnikerna retirerade. Kadri Bistrica avled under striden efter att ha blivit träffad från flera håll och Rexhep dog efter att en handgranat detonerat. Rifat skottskadades och överlevde. Striden nämns i albansk folklore.

## Bakgrund
Efter att Nazityskland inkorporerat Kosovo som en del av det självständiga Kungadömet Albanien och albanerna beväpnats och allierat sig med nazisterna var delar av norra Kosovo under spänning. Slaget om Ceraje och Sllatinë började oväntat efter att Draža Mihailović sänt en division av chetniks för att etniskt rensa en del av Shala-regionen i Sllatinë, dagens Kosovo. Där stötte på de albanska ballisterna som sålde ved. Chetnikernas ledare, Tomash Gjurovic, utmanade Kadri Bistrica i en duell var på Bistrica accepterade. Under duellen sköts Gjurovic i huvudet och hans män öppnade eld mot Bistrica och de andra två. Bistrica skottskadades och avled på plats var på Rexhep plockade upp geväret och öppnade eld. Även han skottskadades och bröderna fick retirera till en fabrikslokal. Chetnikerna kastade handgranater och en av dessa detonerade nära en kolmaskin som exploderade och brände Rexheps kläder. En av dessa granater lyckades Rifat kasta tillbaka innan detonation var på många chetniker dog. Ahmet Selaci, ledare för de albanska ballisterna, blev snabbt notifierad om striden och anlände med sina män var på chetnikerna retirerade till Raska, dagens södra Serbien.
Innan slaget hade ballisterna Miran Hajra-Batahir, Shaban Ofçari, Man Beqiri-Vllahia, Feriz Maxhera och Jahir Bistrica stupat var på Bistrica blivit lämnad med få män. Den överlevande, Rifat, transporterades hem till Shala-regionen med häst och vagn var på han berättade om slaget. I Mitrovica har denna berättelse inspirerat kosovoalbansk folklore och många artister sjunger om slaget än idag. Det finns en skola döpt efter Bistrica.